# Niepełnosprawność intelektualna w stopniu znacznym
Niepełnosprawność intelektualna w stopniu znacznym (upośledzenie umysłowe znaczne, dawniej idiotyzm – nazwa niestosowana z uwagi na negatywne znaczenie w języku potocznym) – rozwój psychiczny osoby dorosłej na poziomie 6. roku życia. Około 4–5 roku życia zauważalne spóźnienie rozwoju psychofizycznego. Osoby te mogą opanować samoobsługę, przy stałej opiece mogą wyuczyć się czynności domowych, ale nie są zdolne do wyuczenia zawodu.
IQ w skali Wechslera: 20–34.